# Montgomery, Minnesota
Montgomery là một thành phố thuộc quận Le Sueur, tiểu bang Minnesota, Hoa Kỳ. Năm 2010, dân số của thành phố này là 2956 người.

## Dân số
- Dân số năm 2000: 2794 người.
- Dân số năm 2010: 2956 người.